# Calanthe aquamarina
Calanthe aquamarina är en orkidéart som beskrevs av André Schuiteman och De Vogel. Calanthe aquamarina ingår i släktet Calanthe och familjen orkidéer. Inga underarter finns listade i Catalogue of Life.